# Килти
Килти́ (каз. Қылты) — село у складі Сузацького району Туркестанської області Казахстану. Входить до складу Тастинського сільського округу.
У радянські часи село називалось Ферма № 1 совхоза Тасти.
Населення — 108 осіб (2021; 223 у 2009, 136 у 1999, 286 у 1989).